# Munidopsis chacei
Munidopsis chacei is een tienpotigensoort uit de familie van de Munidopsidae. De wetenschappelijke naam van de soort is voor het eerst geldig gepubliceerd in 1968 door Kensley.